# Llista de topònims de Begues
Llista de topònims (noms propis de lloc) del municipi de Begues, al Baix Llobregat
Informació actualitzada per un bot. Els canvis manuals es perdran quan s'actualitzi!

## arbre singular
| imatge | Nom                                                    | Ubicat a | instància de   | Detalls                                                            | coordenades                                                                      | Protecció        | Commons (més fotos)  | Dades a WD                    |
| ------ | ------------------------------------------------------ | -------- | -------------- | ------------------------------------------------------------------ | -------------------------------------------------------------------------------- | ---------------- | -------------------- | ----------------------------- |
|        | alzina de Puigvoltor                                   | Begues   | arbre singular | Taxon: alzina (Quercus ilex) Ample: 19m Alt: 17.5m Perímetre: 5.4m | 41° 19′ 02″ N, 1° 55′ 20″ E / 41.31731°N,1.92216°E ca:Font de Puigmoltó 424 msnm | arbre monumental | Alzina de Puigvoltor | Modifica les dades a Wikidata |
|        | alzina de la Plaça Camilo Riu / Alzina de Can Romagosa | Begues   | arbre singular |                                                                    | 41° 19′ 53″ N, 1° 55′ 19″ E / 41.33133°N,1.92182°E ca:Plaça de Camilo Riu        |                  |                      | Modifica les dades a Wikidata |

## avenc
| imatge | Nom                        | Ubicat a | instància de | Detalls | coordenades                                                                                      | Protecció | Commons (més fotos) | Dades a WD                    |
| ------ | -------------------------- | -------- | ------------ | ------- | ------------------------------------------------------------------------------------------------ | --------- | ------------------- | ----------------------------- |
|        | Avenc Brut                 | Begues   | avenc        |         | 41° 18′ 02″ N, 1° 54′ 40″ E / 41.3006616452724°N,1.91110553740934°E ca:La Morella                |           |                     | Modifica les dades a Wikidata |
|        | Avenc Clos                 | Begues   | avenc        |         | 41° 18′ 27″ N, 1° 55′ 46″ E / 41.3075°N,1.92953°E ca:Les Agulles                                 |           |                     | Modifica les dades a Wikidata |
|        | Avenc Embussat             | Begues   | avenc        |         | 41° 17′ 22″ N, 1° 54′ 37″ E / 41.2895213487003°N,1.91037123291184°E                              |           |                     | Modifica les dades a Wikidata |
|        | Avenc Gruixut              | Begues   | avenc        |         | 41° 19′ 09″ N, 1° 54′ 06″ E / 41.3191995704683°N,1.9016687873185°E                               |           |                     | Modifica les dades a Wikidata |
|        | Avenc Picat                | Begues   | avenc        |         | 41° 17′ 25″ N, 1° 54′ 48″ E / 41.290215347607°N,1.91327369028274°E                               |           |                     | Modifica les dades a Wikidata |
|        | Avenc Prim                 | Begues   | avenc        |         | 41° 19′ 07″ N, 1° 54′ 04″ E / 41.3186460947969°N,1.90124795836465°E                              |           |                     | Modifica les dades a Wikidata |
|        | Avenc Tapat de Mas Trabal  | Begues   | avenc        |         | 41° 18′ 39″ N, 1° 55′ 36″ E / 41.3107874297396°N,1.92658683949007°E ca:Al fondo de la Troneda    |           |                     | Modifica les dades a Wikidata |
|        | avenc d'en Passant         | Begues   | avenc        |         | 41° 17′ 00″ N, 1° 54′ 23″ E / 41.2833667659902°N,1.90631802326519°E ca:Pla d'en Querol           |           |                     | Modifica les dades a Wikidata |
|        | avenc de Carles Selike     | Begues   | avenc        |         | 41° 17′ 38″ N, 1° 55′ 03″ E / 41.2940104132198°N,1.91740281380378°E                              |           |                     | Modifica les dades a Wikidata |
|        | avenc de Celleres          | Begues   | avenc        |         | 41° 20′ 24″ N, 1° 52′ 38″ E / 41.3400591353043°N,1.87721170292842°E                              |           |                     | Modifica les dades a Wikidata |
|        | avenc de Jaques            | Begues   | avenc        |         | 41° 18′ 15″ N, 1° 52′ 19″ E / 41.3041216694122°N,1.8719394761616°E                               |           |                     | Modifica les dades a Wikidata |
|        | avenc de Lluís Solà        | Begues   | avenc        |         | 41° 17′ 12″ N, 1° 54′ 45″ E / 41.2867845482826°N,1.91243497132476°E                              |           |                     | Modifica les dades a Wikidata |
|        | avenc de Mas Trabal        | Begues   | avenc        |         | 41° 18′ 35″ N, 1° 55′ 37″ E / 41.309719593711°N,1.9270224738771°E                                |           |                     | Modifica les dades a Wikidata |
|        | avenc de Sant Sadurní      | Begues   | avenc        |         | 41° 21′ 01″ N, 1° 54′ 07″ E / 41.3503861747634°N,1.90194563038786°E                              |           |                     | Modifica les dades a Wikidata |
|        | avenc de l'Asensio         | Begues   | avenc        |         | 41° 17′ 13″ N, 1° 54′ 44″ E / 41.286879°N,1.912128°E massís de Garraf 505 msnm                   |           | Avenc de l'Asensio  | Modifica les dades a Wikidata |
|        | avenc de l'Encenedor       | Begues   | avenc        |         | 41° 17′ 37″ N, 1° 54′ 53″ E / 41.2935789335645°N,1.91462716824925°E                              |           |                     | Modifica les dades a Wikidata |
|        | avenc de la Carmeta        | Begues   | avenc        |         | 41° 19′ 27″ N, 1° 51′ 21″ E / 41.3242575486712°N,1.85592731505964°E ca:Puig de l'Astor           |           |                     | Modifica les dades a Wikidata |
|        | avenc de la Ferla          | Begues   | avenc        |         | 41° 19′ 11″ N, 1° 51′ 42″ E / 41.3196854694656°N,1.86175427260709°E                              |           |                     | Modifica les dades a Wikidata |
|        | avenc de la Ferleta        | Begues   | avenc        |         | 41° 19′ 10″ N, 1° 51′ 41″ E / 41.3193293922307°N,1.86127060334688°E ca:Fondo dels Alaverns       |           |                     | Modifica les dades a Wikidata |
|        | avenc de la Grèvola        | Begues   | avenc        |         | 41° 19′ 11″ N, 1° 53′ 25″ E / 41.3196565930579°N,1.89015517705184°E                              |           |                     | Modifica les dades a Wikidata |
|        | avenc de la Morella        | Begues   | avenc        |         | 41° 17′ 41″ N, 1° 55′ 01″ E / 41.294734744821°N,1.91684143687577°E                               |           |                     | Modifica les dades a Wikidata |
|        | avenc de la Parpalina      | Begues   | avenc        |         | 41° 17′ 26″ N, 1° 54′ 31″ E / 41.2904877480707°N,1.90874288791861°E                              |           |                     | Modifica les dades a Wikidata |
|        | avenc de la Penya Blanca   | Begues   | avenc        |         | 41° 19′ 28″ N, 1° 53′ 01″ E / 41.324456645531°N,1.88353768543037°E                               |           |                     | Modifica les dades a Wikidata |
|        | avenc de la Pinya          | Begues   | avenc        |         | 41° 18′ 38″ N, 1° 54′ 53″ E / 41.3104516113624°N,1.91478936008743°E                              |           |                     | Modifica les dades a Wikidata |
|        | avenc de la Sílvia         | Begues   | avenc        |         | 41° 17′ 11″ N, 1° 54′ 40″ E / 41.2865115175567°N,1.91118559855523°E                              |           |                     | Modifica les dades a Wikidata |
|        | avenc de les Banderes      | Begues   | avenc        |         | 41° 19′ 16″ N, 1° 51′ 12″ E / 41.3210168711623°N,1.85341512810575°E                              |           |                     | Modifica les dades a Wikidata |
|        | avenc de les Bardisses     | Begues   | avenc        |         | 41° 17′ 42″ N, 1° 54′ 42″ E / 41.2948932256454°N,1.91167922252548°E                              |           |                     | Modifica les dades a Wikidata |
|        | avenc de les Cuetes        | Begues   | avenc        |         | 41° 19′ 18″ N, 1° 51′ 34″ E / 41.3216523667942°N,1.85935426968239°E ca:Les Conques               |           |                     | Modifica les dades a Wikidata |
|        | avenc del Bruc             | Begues   | avenc        |         | 41° 17′ 58″ N, 1° 54′ 27″ E / 41.299565312261°N,1.90757630241809°E ca:Al fondo del Bruc          |           |                     | Modifica les dades a Wikidata |
|        | avenc del Coll de la Ferla | Begues   | avenc        |         | 41° 19′ 20″ N, 1° 51′ 47″ E / 41.3223011798532°N,1.86302308602398°E                              |           |                     | Modifica les dades a Wikidata |
|        | avenc del Corral Nou       | Begues   | avenc        |         | 41° 18′ 11″ N, 1° 51′ 15″ E / 41.303135112562°N,1.85413457247396°E ca:Can Jaques                 |           |                     | Modifica les dades a Wikidata |
|        | avenc del Gravat I         | Begues   | avenc        |         | 41° 18′ 37″ N, 1° 54′ 24″ E / 41.3102040807391°N,1.90671777045402°E                              |           |                     | Modifica les dades a Wikidata |
|        | avenc del Gravat II        | Begues   | avenc        |         | 41° 18′ 33″ N, 1° 54′ 30″ E / 41.3091019482281°N,1.90827723006054°E                              |           |                     | Modifica les dades a Wikidata |
|        | avenc del La               | Begues   | avenc        |         | 41° 17′ 57″ N, 1° 54′ 30″ E / 41.2991134776215°N,1.9083721644726°E                               |           |                     | Modifica les dades a Wikidata |
|        | avenc del Llorer           | Begues   | avenc        |         | 41° 18′ 53″ N, 1° 52′ 56″ E / 41.3147880440039°N,1.88224514815263°E ca:Fondo del Llorer          |           |                     | Modifica les dades a Wikidata |
|        | avenc del Mall             | Begues   | avenc        |         | 41° 17′ 24″ N, 1° 54′ 33″ E / 41.2899503220902°N,1.90906235170406°E ca:El Rascler                |           |                     | Modifica les dades a Wikidata |
|        | avenc del Margalló         | Begues   | avenc        |         | 41° 17′ 40″ N, 1° 54′ 44″ E / 41.2944737747919°N,1.91209227141446°E                              |           |                     | Modifica les dades a Wikidata |
|        | avenc del Nus              | Begues   | avenc        |         | 41° 17′ 21″ N, 1° 54′ 30″ E / 41.2890515814922°N,1.90832495130721°E                              |           |                     | Modifica les dades a Wikidata |
|        | avenc del Pic              | Begues   | avenc        |         | 41° 18′ 20″ N, 1° 54′ 33″ E / 41.3055887088436°N,1.90919591021965°E ca:Fondo de la Vall del Teix |           |                     | Modifica les dades a Wikidata |
|        | avenc del Raspós           | Begues   | avenc        |         | 41° 18′ 06″ N, 1° 54′ 46″ E / 41.3016872663494°N,1.91288018646029°E                              |           |                     | Modifica les dades a Wikidata |
|        | avenc del Raspós Petit     | Begues   | avenc        |         | 41° 18′ 04″ N, 1° 54′ 43″ E / 41.3010941941136°N,1.91207780153557°E                              |           |                     | Modifica les dades a Wikidata |
|        | avenc del Roc              | Begues   | avenc        |         | 41° 17′ 39″ N, 1° 54′ 42″ E / 41.2940828980744°N,1.91171657911156°E                              |           |                     | Modifica les dades a Wikidata |
|        | avenc dels Llambrics       | Begues   | avenc        |         | 41° 17′ 15″ N, 1° 54′ 44″ E / 41.2874585437685°N,1.91226853035939°E                              |           |                     | Modifica les dades a Wikidata |
|        | avenc dels Quatre Forats   | Begues   | avenc        |         | 41° 18′ 02″ N, 1° 52′ 01″ E / 41.3005239167695°N,1.86697284429517°E                              |           |                     | Modifica les dades a Wikidata |
|        | avenc dels Reis            | Begues   | avenc        |         | 41° 17′ 18″ N, 1° 54′ 26″ E / 41.2883566908775°N,1.90723784350122°E                              |           |                     | Modifica les dades a Wikidata |
|        | el Coscó                   | Begues   | avenc        |         | 41° 20′ 19″ N, 1° 52′ 17″ E / 41.3387228956401°N,1.87136647473111°E                              |           |                     | Modifica les dades a Wikidata |

## cabana
| imatge | Nom                   | Ubicat a | instància de | Detalls      | coordenades                                                                                  | Protecció | Commons (més fotos) | Dades a WD                    |
| ------ | --------------------- | -------- | ------------ | ------------ | -------------------------------------------------------------------------------------------- | --------- | ------------------- | ----------------------------- |
|        | barraca de la Guàrdia | Begues   | cabana       |              | 41° 18′ 24″ N, 1° 54′ 09″ E / 41.3065708610496°N,1.90259749883387°E                          |           |                     | Modifica les dades a Wikidata |
|        | barraca dels Matoners | Begues   | cabana       |              | 41° 19′ 04″ N, 1° 53′ 09″ E / 41.3178396968292°N,1.88576536203992°E                          |           |                     | Modifica les dades a Wikidata |
|        | cabana dels Casals    | Begues   | cabana       |              | 41° 20′ 26″ N, 1° 52′ 14″ E / 41.3404352952362°N,1.8705480889729°E                           |           |                     | Modifica les dades a Wikidata |
|        | corral de Jaques      | Begues   | cabana       |              | 41° 18′ 33″ N, 1° 51′ 43″ E / 41.3092374873958°N,1.8618285159736°E                           |           |                     | Modifica les dades a Wikidata |
|        | corral dels Casals    | Begues   | cabana       |              | 41° 19′ 45″ N, 1° 52′ 04″ E / 41.3291745751427°N,1.86765957806425°E                          |           |                     | Modifica les dades a Wikidata |
|        | la Casota             | Begues   | cabana       | 19th century | 41° 20′ 12″ N, 1° 55′ 48″ E / 41.3366343279498°N,1.9299510643542°E ca:Disseminat al Bonsolei |           |                     | Modifica les dades a Wikidata |

## casa
| imatge | Nom                        | Ubicat a | instància de | Detalls                         | coordenades                                                                           | Protecció                                  | Commons (més fotos)                                                  | Dades a WD                    |
| ------ | -------------------------- | -------- | ------------ | ------------------------------- | ------------------------------------------------------------------------------------- | ------------------------------------------ | -------------------------------------------------------------------- | ----------------------------- |
|        | Cal Forner                 | Begues   | casa         | Estil: noucentisme 1926         | 41° 19′ 52″ N, 1° 55′ 19″ E / 41.331007°N,1.921915°E ca:C. Major, 6 - c. Puigmoltó    | bé integrant del patrimoni cultural català | Cal Forner (Begues)                                                  | Modifica les dades a Wikidata |
|        | Cal Julià                  | Begues   | casa         | Estil: noucentisme 20th century | 41° 19′ 50″ N, 1° 55′ 26″ E / 41.33053°N,1.923893°E ca:C. Major, 55 - c. Anselm Clave | bé integrant del patrimoni cultural català | Cal Julià (Begues)                                                   | Modifica les dades a Wikidata |
|        | Can Pairot Romagosa        | Begues   | casa         | Estil: noucentisme 1476         | 41° 19′ 52″ N, 1° 55′ 16″ E / 41.331073°N,1.921005°E ca:Camí Ral, 4                   | bé integrant del patrimoni cultural català | Can Pairot Romagosa (Begues)                                         | Modifica les dades a Wikidata |
|        | Casa al Camí Ral, 29       | Begues   | casa         | 1910                            | 41° 19′ 54″ N, 1° 55′ 06″ E / 41.3318°N,1.91831°E ca:Camí Ral, 29                     |                                            |                                                                      | Modifica les dades a Wikidata |
|        | Villa Àngela               | Begues   | casa         | Estil: noucentisme 20th century | 41° 19′ 48″ N, 1° 55′ 37″ E / 41.329996°N,1.926851°E ca:Avinguda Torres Vilaró, 21    | bé integrant del patrimoni cultural català | Villa Àngela (Begues)                                                | Modifica les dades a Wikidata |
|        | habitatges al Camí Ral, 13 | Begues   | casa         | Estil: arquitectura eclèctica   | 41° 19′ 52″ N, 1° 55′ 13″ E / 41.331183°N,1.920228°E                                  | bé integrant del patrimoni cultural català | Habitatge del porter i cotxeres de la Fundació Teodor Bosch (Begues) | Modifica les dades a Wikidata |

## corral
| imatge | Nom                | Ubicat a | instància de | Detalls                    | coordenades                                                              | Protecció | Commons (més fotos) | Dades a WD                    |
| ------ | ------------------ | -------- | ------------ | -------------------------- | ------------------------------------------------------------------------ | --------- | ------------------- | ----------------------------- |
|        | Corral II Campgràs | Begues   | corral       | 20th century Estat: ruïnós | 41° 17′ 29″ N, 1° 54′ 57″ E / 41.29149°N,1.9158°E ca:A Campgràs 525 msnm |           |                     | Modifica les dades a Wikidata |
|        | corral de Campgràs | Begues   | corral       |                            | 41° 17′ 24″ N, 1° 54′ 48″ E / 41.2900258800398°N,1.91324100683455°E      |           | Corral de Campgràs  | Modifica les dades a Wikidata |

## cova
| imatge | Nom                                | Ubicat a | instància de | Detalls | coordenades                                                                        | Protecció | Commons (més fotos) | Dades a WD                    |
| ------ | ---------------------------------- | -------- | ------------ | ------- | ---------------------------------------------------------------------------------- | --------- | ------------------- | ----------------------------- |
|        | Cova Cassimanya                    | Begues   | cova         |         | 41° 18′ 24″ N, 1° 55′ 53″ E / 41.3067685476125°N,1.93126379174004°E                |           |                     | Modifica les dades a Wikidata |
|        | Cova I de les Penyes Roges         | Begues   | cova         |         | 41° 18′ 01″ N, 1° 52′ 26″ E / 41.3003924748614°N,1.87377152943886°E                |           |                     | Modifica les dades a Wikidata |
|        | Cova II de les Penyes Roges        | Begues   | cova         |         | 41° 18′ 01″ N, 1° 52′ 25″ E / 41.3001572665106°N,1.87366807635202°E                |           |                     | Modifica les dades a Wikidata |
|        | Forat de Jaques                    | Begues   | cova         |         | 41° 18′ 34″ N, 1° 51′ 45″ E / 41.3095325270633°N,1.86251626060995°E                |           |                     | Modifica les dades a Wikidata |
|        | Forat de les Pedres                | Begues   | cova         |         | 41° 19′ 33″ N, 1° 51′ 34″ E / 41.3257065801536°N,1.85943889929913°E                |           |                     | Modifica les dades a Wikidata |
|        | Forat del Barranc de les Mosses    | Begues   | cova         |         | 41° 18′ 25″ N, 1° 51′ 49″ E / 41.3069753802246°N,1.86352830915752°E ca:Can Jaques  |           |                     | Modifica les dades a Wikidata |
|        | cova de Carxol                     | Begues   | cova         |         | 41° 18′ 10″ N, 1° 53′ 03″ E / 41.3028993270201°N,1.88422800030614°E                |           |                     | Modifica les dades a Wikidata |
|        | cova de les Agulles                | Begues   | cova         |         | 41° 18′ 27″ N, 1° 56′ 08″ E / 41.3076006065329°N,1.93551486472779°E ca:Les Agulles |           |                     | Modifica les dades a Wikidata |
|        | cova del Morsell                   | Begues   | cova         |         | 41° 20′ 40″ N, 1° 56′ 08″ E / 41.3444507034953°N,1.93554837867663°E                |           |                     | Modifica les dades a Wikidata |
|        | cova del Vermell                   | Begues   | cova         |         | 41° 20′ 44″ N, 1° 56′ 32″ E / 41.3455022102251°N,1.94212917607197°E                |           |                     | Modifica les dades a Wikidata |
|        | cova dels Sants / Cova del Morsell | Begues   | cova         |         | 41° 19′ 32″ N, 1° 56′ 51″ E / 41.32551°N,1.94763°E ca:El Sotarró                   |           |                     | Modifica les dades a Wikidata |

## creu de terme
| imatge | Nom              | Ubicat a | instància de  | Detalls                                  | coordenades | Protecció                                  | Commons (més fotos)              | Dades a WD                    |
| ------ | ---------------- | -------- | ------------- | ---------------------------------------- | --- | ------------------------------------------ | -------------------------------- | ----------------------------- |
|        | creu d'Ardenya   | Begues   | creu de terme | 19th century                             | 41° 21′ 10″ N, 1° 55′ 01″ E / 41.352775°N,1.917081°E ca:Camí moliner que comunica Begues amb Vallirana                      | bé integrant del patrimoni cultural català | Creu d'Ardenya                   | Modifica les dades a Wikidata |
|        | creu de Can Grau | Begues   | creu de terme | Estil: arquitectura gòtica 14th century  | 41° 19′ 55″ N, 1° 55′ 21″ E / 41.331821°N,1.922543°E ca:Carrer Ferran Muñoz, 27. Davant església parroquial                 | bé integrant del patrimoni cultural català | Creu de terme del Coll de Begues | Modifica les dades a Wikidata |
|        | creu del Joncar  | Begues   | creu de terme | Estil: arquitectura popular 20th century | 41° 19′ 43″ N, 1° 56′ 19″ E / 41.328529°N,1.938604°E ca:Inici del carrer de la Creu del Joncar                              | bé integrant del patrimoni cultural català |                                  | Modifica les dades a Wikidata |
|        | creu del Montau  | Begues   | creu de terme | 1975                                     | 41° 19′ 54″ N, 1° 55′ 05″ E / 41.33159°N,1.91794°E ca:Cim del Montau                                                        |                                            |                                  | Modifica les dades a Wikidata |
|        | creu del Pedró   | Begues   | creu de terme | Estil: arquitectura popular              | 41° 19′ 55″ N, 1° 56′ 32″ E / 41.33181°N,1.942318°E ca:C. de St. Climent, campanar de la capella del col·legi de Sant Lluís | bé integrant del patrimoni cultural català | Creu del Pedró (Begues)          | Modifica les dades a Wikidata |
|        | creu del Pedró   | Begues   | creu de terme | 21st century                             | 41° 19′ 33″ N, 1° 57′ 09″ E / 41.32571°N,1.95252°E ca:Puig del Pedró                                                        |                                            |                                  | Modifica les dades a Wikidata |

## curs d'aigua
| imatge | Nom             | Ubicat a                                                                     | instància de | Detalls                                 | coordenades                                                                                               | Protecció | Commons (més fotos) | Dades a WD                    |
| ------ | --------------- | ---------------------------------------------------------------------------- | ------------ | --------------------------------------- | --- | --------- | ------------------- | ----------------------------- |
|        | riera de Begues | Begues Olesa de Bonesvalls Avinyonet del Penedès Olivella Sant Pere de Ribes | curs d'aigua | Desemboca: riera de Ribes               | 41° 19′ 07″ N, 1° 56′ 42″ E / 41.318667°N,1.944927°E 41° 15′ 50″ N, 1° 46′ 26″ E / 41.264013°N,1.773904°E |           | Riera de Begues     | Modifica les dades a Wikidata |
|        | riera de Jafre  | Begues Olivella Sant Pere de Ribes                                           | curs d'aigua | Desemboca: riera de Ribes Llarg: 17.5km | 41° 17′ 49″ N, 1° 52′ 22″ E / 41.297009°N,1.872818°E 41° 15′ 12″ N, 1° 46′ 56″ E / 41.253333°N,1.782332°E |           | Riera de Jafre      | Modifica les dades a Wikidata |

## edifici
| imatge | Nom                                | Ubicat a | instància de | Detalls                                                    | coordenades                                                                                      | Protecció                                  | Commons (més fotos)                         | Dades a WD                    |
| ------ | ---------------------------------- | -------- | ------------ | ---------------------------------------------------------- | ------------------------------------------------------------------------------------------------ | ------------------------------------------ | ------------------------------------------- | ----------------------------- |
|        | Cal Vidu                           | Begues   | edifici      |                                                            | 41° 20′ 10″ N, 1° 53′ 57″ E / 41.336213°N,1.899245°E                                             |                                            | Cal Vidu                                    | Modifica les dades a Wikidata |
|        | Convent de les Germanes Dominiques | Begues   | edifici      | Estil: arquitectura eclèctica                              | 41° 19′ 52″ N, 1° 55′ 12″ E / 41.331105°N,1.919909°E ca:Camí Ral, 13                             | bé integrant del patrimoni cultural català | Convent de les Germanes Dominiques (Begues) | Modifica les dades a Wikidata |
|        | Escorxador                         | Begues   | edifici      | Estil: arquitectura modernista noucentisme 1930            | 41° 19′ 51″ N, 1° 55′ 06″ E / 41.330953°N,1.918423°E ca:avinguda Sitges                          | bé integrant del patrimoni cultural català | L'Escorxador (Begues)                       | Modifica les dades a Wikidata |
|        | Hotel Colònia Petit Canigó         | Begues   | edifici      | Estil: arquitectura modernista 1915                        | 41° 19′ 54″ N, 1° 55′ 08″ E / 41.331764°N,1.91875°E ca:Camí Ral, 16                              |                                            |                                             | Modifica les dades a Wikidata |
|        | Hotel Jaume Petit                  | Begues   | edifici      | Estil: arquitectura modernista 1915                        | 41° 19′ 55″ N, 1° 55′ 08″ E / 41.331894°N,1.918861°E ca:Camí Reial, 16 - C. Jaume Petit.         | bé integrant del patrimoni cultural català | Hotel Jaume Petit                           | Modifica les dades a Wikidata |
|        | Magatzem                           | Begues   | edifici      | Estil: arquitectura popular                                |                                                                                                  | bé integrant del patrimoni cultural català |                                             | Modifica les dades a Wikidata |
|        | Rajoleria del Mas Alemany          | Begues   | edifici      | Estil: arquitectura popular 20th century                   | 41° 19′ 32″ N, 1° 57′ 16″ E / 41.325502°N,1.954409°E ca:Mas Alemany                              | bé integrant del patrimoni cultural català |                                             | Modifica les dades a Wikidata |
|        | Residència Comunitat Pare Manyanet | Begues   | edifici      | Estil: arquitectura modernista 19th century                | 41° 19′ 55″ N, 1° 56′ 33″ E / 41.331812°N,1.942596°E ca:Carrer Sant Climent, 8 405 msnm          | bé integrant del patrimoni cultural català | Residència Comunitat Pare Manyanet          | Modifica les dades a Wikidata |
|        | petit Casal                        | Begues   | edifici      | Estil: arquitectura eclèctica arquitectura modernista 1909 | 41° 19′ 52″ N, 1° 55′ 20″ E / 41.331008°N,1.922223°E ca:Pg. de l'Església, 1 - c. Major 366 msnm | bé integrant del patrimoni cultural català | Petit Casal                                 | Modifica les dades a Wikidata |

## entitat singular de població
| imatge | Nom         | Ubicat a | instància de                                                                   | Detalls  | coordenades                                                                  | Protecció | Commons (més fotos) | Dades a WD                    |
| ------ | ----------- | -------- | ------------------------------------------------------------------------------ | -------- | ---------------------------------------------------------------------------- | --------- | ------------------- | ----------------------------- |
|        | Begues      | Begues   | entitat singular de població capital municipal ens local històric de Catalunya | 6083 hab | 41° 20′ 00″ N, 1° 56′ 00″ E / 41.33333°N,1.93333°E 369 msnm                  |           |                     | Modifica les dades a Wikidata |
|        | Begues Park | Begues   | entitat singular de població                                                   | 1063 hab | 41° 20′ 35″ N, 1° 53′ 41″ E / 41.3431287740551°N,1.89469299402302°E 394 msnm |           |                     | Modifica les dades a Wikidata |
|        | Mas Ferrer  | Begues   | entitat singular de població                                                   | 293 hab  | 41° 19′ 33″ N, 1° 55′ 20″ E / 41.325926346972°N,1.922258990015°E 400 msnm    |           |                     | Modifica les dades a Wikidata |

## església
| imatge | Nom                                 | Ubicat a | instància de | Detalls                                  | coordenades                                                                    | Protecció                                  | Commons (més fotos)                             | Dades a WD                    |
| ------ | ----------------------------------- | -------- | ------------ | ---------------------------------------- | ------------------------------------------------------------------------------ | ------------------------------------------ | ----------------------------------------------- | ----------------------------- |
|        | Església Col·legi de les Dominiques | Begues   | església     | Estil: historicisme arquitectònic        | 41° 19′ 52″ N, 1° 55′ 11″ E / 41.331028°N,1.919614°E                           | bé integrant del patrimoni cultural català | Església Col·legi de les Dominiques             | Modifica les dades a Wikidata |
|        | Sant Cristòfol de Begues            | Begues   | església     |                                          | 41° 19′ 45″ N, 1° 56′ 38″ E / 41.329037°N,1.943871°E                           | bé integrant del patrimoni cultural català | Sant Cristòfol de Begues                        | Modifica les dades a Wikidata |
|        | Sant Cristòfol de Begues            | Begues   | església     | Estil: arquitectura popular 1940         | 41° 19′ 55″ N, 1° 55′ 22″ E / 41.33202°N,1.922707°E ca:Passeig de l'Església   | bé integrant del patrimoni cultural català | Església parroquial de Sant Cristòfol de Begues | Modifica les dades a Wikidata |
|        | Santa Eulàlia de Begues             | Begues   | església     | Estil: arquitectura popular 16th century | 41° 20′ 17″ N, 1° 54′ 55″ E / 41.338095°N,1.915412°E ca:Barri de Santa Eulàlia | bé integrant del patrimoni cultural català | Santa Eulàlia de Begues                         | Modifica les dades a Wikidata |

## forn de calç
| imatge | Nom                          | Ubicat a | instància de | Detalls                                  | coordenades                                                                                                | Protecció                                  | Commons (més fotos)         | Dades a WD                    |
| ------ | ---------------------------- | -------- | ------------ | ---------------------------------------- | --- | ------------------------------------------ | --------------------------- | ----------------------------- |
|        | Forn de calç de Ca n'Aimeric | Begues   | forn de calç | Estil: arquitectura popular              | | bé integrant del patrimoni cultural català |                             | Modifica les dades a Wikidata |
|        | Forn de calç de Cal Montau   | Begues   | forn de calç | Estil: arquitectura popular              | 41° 20′ 09″ N, 1° 53′ 03″ E / 41.335895°N,1.884222°E ca:Carretera BV 2411, punt quilomètric 13,5           | bé integrant del patrimoni cultural català |                             | Modifica les dades a Wikidata |
|        | Forn de calç de Can Sadurní  | Begues   | forn de calç | Estil: arquitectura popular              | 41° 20′ 38″ N, 1° 54′ 39″ E / 41.343943°N,1.910918°E ca:Can Sadurní                                        | bé integrant del patrimoni cultural català |                             | Modifica les dades a Wikidata |
|        | Forn de calç de Mas Grau     | Begues   | forn de calç | Estil: arquitectura popular              | 41° 18′ 57″ N, 1° 54′ 15″ E / 41.315956°N,1.904252°E                                                       | bé integrant del patrimoni cultural català |                             | Modifica les dades a Wikidata |
|        | Forn de calç de la Creu      | Begues   | forn de calç | Estil: arquitectura popular              | 41° 19′ 10″ N, 1° 54′ 33″ E / 41.319444°N,1.909211°E ca:Nucli de la Creu de Coll-Fe (La Creu - Tres Cases) | bé integrant del patrimoni cultural català |                             | Modifica les dades a Wikidata |
|        | Forn de calç del Mas Glaçat  | Begues   | forn de calç | Estil: arquitectura popular 20th century | 41° 19′ 30″ N, 1° 56′ 31″ E / 41.324965°N,1.941967°E ca:El Pedró                                           | bé integrant del patrimoni cultural català | Forn de calç del Mas Glaçat | Modifica les dades a Wikidata |
|        | Forn de calç del Mas Trabal  | Begues   | forn de calç | Estil: arquitectura popular              | 41° 18′ 57″ N, 1° 55′ 46″ E / 41.315868°N,1.929366°E ca:Mas Traval                                         | bé integrant del patrimoni cultural català |                             | Modifica les dades a Wikidata |
|        | Forns de calç de Begues      | Begues   | forn de calç |                                          | 41° 20′ 09″ N, 1° 53′ 03″ E / 41.335895°N,1.884222°E                                                       |                                            |                             | Modifica les dades a Wikidata |

## masia
| imatge | Nom                  | Ubicat a | instància de | Detalls                                  | coordenades | Protecció                                  | Commons (més fotos)         | Dades a WD                    |
| ------ | -------------------- | -------- | ------------ | ---------------------------------------- | --- | ------------------------------------------ | --------------------------- | ----------------------------- |
|        | Ca n'Enfruns         | Begues   | masia        |                                          | 41° 19′ 39″ N, 1° 56′ 02″ E / 41.3273919282934°N,1.93375883934761°E                                                  |                                            |                             | Modifica les dades a Wikidata |
|        | Cal Gepet            | Begues   | masia        |                                          | 41° 20′ 46″ N, 1° 54′ 46″ E / 41.3461664144824°N,1.91288168972465°E                                                  |                                            |                             | Modifica les dades a Wikidata |
|        | Cal Marcel Ventura   | Begues   | masia        | Estil: noucentisme 1918                  | 41° 19′ 50″ N, 1° 55′ 28″ E / 41.33043°N,1.924565°E ca:Avinguda Torres Vilaró, 1                                     | bé integrant del patrimoni cultural català | Cal Marcel Ventura (Begues) | Modifica les dades a Wikidata |
|        | Cal Quitèrio         | Begues   | masia        |                                          | 41° 18′ 59″ N, 1° 55′ 27″ E / 41.3165213989507°N,1.92424664100464°E                                                  |                                            |                             | Modifica les dades a Wikidata |
|        | Cal Ros              | Begues   | masia        | 18th century                             | 41° 19′ 57″ N, 1° 56′ 08″ E / 41.3325436885643°N,1.93564664569035°E ca:C. del Puig Gran                              |                                            |                             | Modifica les dades a Wikidata |
|        | Cal Vallès           | Begues   | masia        |                                          | 41° 19′ 01″ N, 1° 55′ 29″ E / 41.316942641297°N,1.9247964897431°E                                                    |                                            |                             | Modifica les dades a Wikidata |
|        | Cal Vinyes           | Begues   | masia        |                                          | 41° 20′ 54″ N, 1° 55′ 06″ E / 41.348212°N,1.918362°E 415 msnm                                                        |                                            |                             | Modifica les dades a Wikidata |
|        | Cal Viudo            | Begues   | masia        |                                          | 41° 19′ 36″ N, 1° 56′ 09″ E / 41.326653988357°N,1.93577835521375°E                                                   |                                            |                             | Modifica les dades a Wikidata |
|        | Can Barrera          | Begues   | masia        |                                          | 41° 20′ 24″ N, 1° 55′ 33″ E / 41.3398669299496°N,1.92596603141256°E                                                  |                                            |                             | Modifica les dades a Wikidata |
|        | Can Batlle Vell      | Begues   | masia        |                                          | 41° 20′ 23″ N, 1° 55′ 41″ E / 41.339788250903°N,1.92815448695174°E                                                   |                                            |                             | Modifica les dades a Wikidata |
|        | Can Ferrer           | Begues   | masia        | Estil: arquitectura popular 14th century | 41° 19′ 30″ N, 1° 55′ 04″ E / 41.325083°N,1.917719°E ca:C. Pallars. Urbanització de Mas Ferrer                       | bé integrant del patrimoni cultural català |                             | Modifica les dades a Wikidata |
|        | Can Figueres         | Begues   | masia        | 16th century                             | 41° 20′ 31″ N, 1° 55′ 19″ E / 41.341901911362°N,1.92203621039633°E ca:Disseminat al Pla de Begues                    |                                            |                             | Modifica les dades a Wikidata |
|        | Can Grau             | Begues   | masia        |                                          | 41° 19′ 56″ N, 1° 56′ 39″ E / 41.3321260553022°N,1.94409036613521°E                                                  |                                            |                             | Modifica les dades a Wikidata |
|        | Can Montau           | Begues   | masia        |                                          | 41° 20′ 07″ N, 1° 53′ 06″ E / 41.3353330679535°N,1.88491752870147°E                                                  |                                            |                             | Modifica les dades a Wikidata |
|        | Can Pasqual          | Begues   | masia        |                                          | 41° 20′ 10″ N, 1° 54′ 31″ E / 41.3360012858033°N,1.90858106424251°E                                                  |                                            |                             | Modifica les dades a Wikidata |
|        | Can Pau              | Begues   | masia        |                                          | 41° 20′ 35″ N, 1° 55′ 11″ E / 41.343015387513°N,1.9195868069707°E                                                    |                                            |                             | Modifica les dades a Wikidata |
|        | Can Rata             | Begues   | masia        |                                          | 41° 20′ 02″ N, 1° 55′ 55″ E / 41.3339512434446°N,1.93201463705692°E                                                  |                                            |                             | Modifica les dades a Wikidata |
|        | Can Rigol            | Begues   | masia        | 16th century                             | 41° 19′ 41″ N, 1° 54′ 44″ E / 41.3281891141564°N,1.91210514064694°E ca:Disseminat a la Costeta                       |                                            |                             | Modifica les dades a Wikidata |
|        | Can Serra            | Begues   | masia        |                                          | 41° 19′ 59″ N, 1° 56′ 30″ E / 41.3330575512178°N,1.94155377030064°E                                                  |                                            |                             | Modifica les dades a Wikidata |
|        | Can Tano             | Begues   | masia        |                                          | 41° 25′ 25″ N, 1° 55′ 29″ E / 41.4236973872084°N,1.92481306878195°E 376 msnm                                         |                                            |                             | Modifica les dades a Wikidata |
|        | Can Térmens          | Begues   | masia        | Estil: arquitectura popular 14th century | 41° 19′ 47″ N, 1° 54′ 30″ E / 41.32975°N,1.908214°E ca:Camí de Can Térmens                                           | bé integrant del patrimoni cultural català |                             | Modifica les dades a Wikidata |
|        | Can Vendrell         | Begues   | masia        | Estil: arquitectura popular 15th century | 41° 19′ 53″ N, 1° 56′ 33″ E / 41.331383°N,1.942476°E ca:Carrer Sant Climent, 18                                      | bé integrant del patrimoni cultural català |                             | Modifica les dades a Wikidata |
|        | Carxol               | Begues   | masia        | Estil: arquitectura popular 18th century | 41° 18′ 02″ N, 1° 53′ 10″ E / 41.300453°N,1.886151°E ca:Camí del Carxol. Pla del Carxol                              | bé integrant del patrimoni cultural català |                             | Modifica les dades a Wikidata |
|        | Farfai               | Begues   | masia        |                                          | 41° 20′ 32″ N, 1° 55′ 49″ E / 41.342215257259°N,1.9303568655585°E                                                    |                                            |                             | Modifica les dades a Wikidata |
|        | Jaques               | Begues   | masia        | Estil: arquitectura popular 18th century | 41° 18′ 34″ N, 1° 51′ 42″ E / 41.309573°N,1.86177°E ca:Pla de Can Jaques                                             | bé integrant del patrimoni cultural català |                             | Modifica les dades a Wikidata |
|        | Mas Glaçat           | Begues   | masia        |                                          | 41° 19′ 30″ N, 1° 56′ 25″ E / 41.3249474705903°N,1.94021530599187°E                                                  |                                            |                             | Modifica les dades a Wikidata |
|        | Mas Grau             | Begues   | masia        | 16th century                             | 41° 18′ 58″ N, 1° 54′ 19″ E / 41.316134369283°N,1.9051730403651°E ca:Coll Fe                                         |                                            |                             | Modifica les dades a Wikidata |
|        | Mas Trabal           | Begues   | masia        |                                          | 41° 18′ 58″ N, 1° 55′ 37″ E / 41.316104519298°N,1.92686997205053°E                                                   |                                            |                             | Modifica les dades a Wikidata |
|        | Mas de les Planes    | Begues   | masia        |                                          | 41° 19′ 24″ N, 1° 56′ 52″ E / 41.3232961288121°N,1.94774584902651°E                                                  |                                            |                             | Modifica les dades a Wikidata |
|        | Puigmoltó            | Begues   | masia        |                                          | 41° 19′ 01″ N, 1° 55′ 16″ E / 41.3168439028833°N,1.92117082696891°E                                                  |                                            |                             | Modifica les dades a Wikidata |
|        | Vallgrassa           | Begues   | masia        | Estil: arquitectura popular 19th century | 41° 17′ 11″ N, 1° 52′ 39″ E / 41.286361°N,1.877375°E ca:Camí de la Plana Novella a Castelldefels 286 msnm            | bé integrant del patrimoni cultural català | Vallgrassa                  | Modifica les dades a Wikidata |
|        | can Sadurní          | Begues   | masia        | Estil: arquitectura popular 17th century | 41° 20′ 38″ N, 1° 54′ 42″ E / 41.343968°N,1.911657°E ca:Pla de Cal Sadurní 386 msnm                                  | bé integrant del patrimoni cultural català | Can Sadurní (Begues)        | Modifica les dades a Wikidata |
|        | corral d'en Romagosa | Begues   | masia        | Estil: arquitectura popular              | 41° 18′ 16″ N, 1° 53′ 30″ E / 41.304397°N,1.891735°E ca:Camí de Begues a Plana Novella, Begues 343 msnm              | bé integrant del patrimoni cultural català | Corral d'en Romagosa        | Modifica les dades a Wikidata |
|        | el Roure             | Begues   | masia        |                                          | 41° 19′ 11″ N, 1° 55′ 36″ E / 41.3198495208979°N,1.92664126292375°E                                                  |                                            |                             | Modifica les dades a Wikidata |
|        | els Casals           | Begues   | masia        |                                          | 41° 19′ 44″ N, 1° 51′ 41″ E / 41.328941973395°N,1.8612663729203°E                                                    |                                            |                             | Modifica les dades a Wikidata |
|        | l'Alzina             | Begues   | masia        | 14th century                             | 41° 20′ 14″ N, 1° 55′ 56″ E / 41.337269163476°N,1.93235482576549°E ca:350 m al nord de l'Avinguda de la Mediterrània |                                            |                             | Modifica les dades a Wikidata |
|        | la Clota             | Begues   | masia        | 14th century                             | 41° 18′ 57″ N, 1° 56′ 18″ E / 41.3158516161755°N,1.93845108985074°E                                                  |                                            |                             | Modifica les dades a Wikidata |
|        | la Creu              | Begues   | masia        |                                          | 41° 19′ 02″ N, 1° 54′ 33″ E / 41.3172802304001°N,1.90916825223881°E                                                  |                                            |                             | Modifica les dades a Wikidata |
|        | la Maçana            | Begues   | masia        |                                          | 41° 19′ 49″ N, 1° 53′ 09″ E / 41.3302797916059°N,1.88584020434292°E                                                  |                                            |                             | Modifica les dades a Wikidata |
|        | la Parellada         | Begues   | masia        | 16th century                             | 41° 19′ 40″ N, 1° 54′ 56″ E / 41.3278701256329°N,1.91552801101332°E ca:Entre Mas Ferrer i Can Rigol                  |                                            |                             | Modifica les dades a Wikidata |
|        | les Burigues         | Begues   | masia        |                                          | 41° 18′ 40″ N, 1° 53′ 39″ E / 41.3111923583023°N,1.8941933046554°E                                                   |                                            |                             | Modifica les dades a Wikidata |

## monument
| imatge | Nom                               | Ubicat a | instància de  | Detalls | coordenades | Protecció | Commons (més fotos) | Dades a WD                    |
| ------ | --------------------------------- | -------- | ------------- | ------- | --- | --------- | ------------------- | ----------------------------- |
|        | Escultura 'Homenatge a Lina Font' | Begues   | monument font | 2006    | 41° 19′ 56″ N, 1° 55′ 09″ E / 41.33224105834961°N,1.919163942337036°E 41° 19′ 56″ N, 1° 55′ 09″ E / 41.33222°N,1.91915°E ca:Plaça de Lina Font |           |                     | Modifica les dades a Wikidata |
|        | Monument a Camilo Riu             | Begues   | monument      | 1949    | 41° 19′ 52″ N, 1° 55′ 18″ E / 41.33119°N,1.92169°E ca:Plaça Camilo Riu                                                                         |           |                     | Modifica les dades a Wikidata |

## muntanya
| imatge | Nom                      | Ubicat a                                                  | instància de | Detalls | coordenades                                                                                            | Protecció | Commons (més fotos)      | Dades a WD                    |
| ------ | ------------------------ | --------------------------------------------------------- | ------------ | ------- | --- | --------- | ------------------------ | ----------------------------- |
|        | Mata-rodona              | Begues Olivella                                           | muntanya     |         | 41° 16′ 52″ N, 1° 52′ 09″ E / 41.2812°N,1.86911°E 406.8 msnm                                           |           |                          | Modifica les dades a Wikidata |
|        | Montau                   | Olesa de Bonesvalls Begues                                | muntanya     |         | 41° 20′ 45″ N, 1° 53′ 06″ E / 41.3458636248°N,1.88500083001°E 658 msnm                                 |           | Montau                   | Modifica les dades a Wikidata |
|        | Penya Blanca             | Begues                                                    | muntanya     |         | 41° 19′ 29″ N, 1° 53′ 01″ E / 41.3246°N,1.88353°E 523.8 msnm                                           |           |                          | Modifica les dades a Wikidata |
|        | Penya del Migdia         | Begues                                                    | muntanya     |         | 41° 20′ 50″ N, 1° 53′ 34″ E / 41.3472°N,1.89267°E 576.1 msnm                                           |           |                          | Modifica les dades a Wikidata |
|        | Penya del Moro           | Vallirana Begues Torrelles de Llobregat                   | muntanya     |         | 41° 21′ 00″ N, 1° 56′ 44″ E / 41.35°N,1.94542°E ca:Extrem sud-est del terme municipal 466.8 msnm       |           |                          | Modifica les dades a Wikidata |
|        | Penyes de l'Àliga        | Begues                                                    | muntanya     |         | 41° 18′ 10″ N, 1° 54′ 03″ E / 41.30288889°N,1.90072222°E 533.7 msnm                                    |           |                          | Modifica les dades a Wikidata |
|        | Puig Castellar           | Begues                                                    | muntanya     |         | 41° 19′ 13″ N, 1° 55′ 25″ E / 41.3203°N,1.92367°E 472.6 msnm                                           |           |                          | Modifica les dades a Wikidata |
|        | Puig Coscó               | Sitges Begues                                             | muntanya     |         | 41° 16′ 41″ N, 1° 52′ 57″ E / 41.278072°N,1.882617°E massís de Garraf 448 msnm                         |           | Puig Coscó               | Modifica les dades a Wikidata |
|        | Puig Rovirós             | Begues                                                    | muntanya     |         | 41° 19′ 43″ N, 1° 52′ 37″ E / 41.3285°N,1.87686°E 499.2 msnm                                           |           |                          | Modifica les dades a Wikidata |
|        | Puig Saiada              | Begues Olesa de Bonesvalls                                | muntanya     |         | 41° 21′ 05″ N, 1° 53′ 46″ E / 41.3515°N,1.896°E 620.8 msnm                                             |           |                          | Modifica les dades a Wikidata |
|        | Puig Servós              | Begues Olivella                                           | muntanya     |         | 41° 17′ 28″ N, 1° 52′ 15″ E / 41.29119444°N,1.87094444°E 409.8 msnm                                    |           |                          | Modifica les dades a Wikidata |
|        | Puig Verdeguer           | Begues                                                    | muntanya     |         | 41° 18′ 50″ N, 1° 54′ 53″ E / 41.3139°N,1.91467°E 515.1 msnm                                           |           |                          | Modifica les dades a Wikidata |
|        | Puig de l'Antiga         | Begues Olesa de Bonesvalls                                | muntanya     |         | 41° 20′ 36″ N, 1° 52′ 15″ E / 41.34333333°N,1.87097222°E 513.7 msnm                                    |           |                          | Modifica les dades a Wikidata |
|        | Puig de la Creu          | Begues                                                    | muntanya     |         | 41° 19′ 13″ N, 1° 54′ 58″ E / 41.3203°N,1.91603°E 461.1 msnm                                           |           |                          | Modifica les dades a Wikidata |
|        | Puig de la Mola          | Begues Olivella Avinyonet del Penedès Olesa de Bonesvalls | muntanya     |         | 41° 19′ 10″ N, 1° 50′ 52″ E / 41.3193219621°N,1.84785320744°E ca:08792 AVINYONET DEL PENEDÈS. 534 msnm |           | Puig de la Mola          | Modifica les dades a Wikidata |
|        | Puig de les Agulles      | Begues                                                    | muntanya     |         | 41° 18′ 33″ N, 1° 56′ 05″ E / 41.30911111°N,1.93486111°E 551.7 msnm                                    |           |                          | Modifica les dades a Wikidata |
|        | Puig del Coscó           | Begues                                                    | muntanya     |         | 41° 19′ 08″ N, 1° 52′ 05″ E / 41.3189°N,1.86803°E 488 msnm                                             |           | Puig del Coscó           | Modifica les dades a Wikidata |
|        | Roca del Barret          | Begues                                                    | muntanya     |         | 41° 20′ 04″ N, 1° 56′ 58″ E / 41.3344°N,1.94942°E 299.3 msnm                                           |           | Roca del Barret          | Modifica les dades a Wikidata |
|        | Turó de Can Pasqual      | Begues                                                    | muntanya     |         | 41° 20′ 18″ N, 1° 54′ 35″ E / 41.33825°N,1.90980556°E 425.2 msnm                                       |           |                          | Modifica les dades a Wikidata |
|        | el Pedró                 | Begues                                                    | muntanya     |         | 41° 19′ 31″ N, 1° 56′ 40″ E / 41.3252°N,1.94458°E 472.8 msnm                                           |           |                          | Modifica les dades a Wikidata |
|        | el Rascler               | Begues                                                    | muntanya     |         | 41° 17′ 17″ N, 1° 54′ 28″ E / 41.28819069755589°N,1.907780170440674°E                                  |           | El Rascler               | Modifica les dades a Wikidata |
|        | el Sotarró               | Begues                                                    | muntanya     |         | 41° 20′ 59″ N, 1° 55′ 35″ E / 41.34969444°N,1.92627778°E 553 msnm                                      |           |                          | Modifica les dades a Wikidata |
|        | la Bena                  | Begues                                                    | muntanya     |         | 41° 17′ 14″ N, 1° 54′ 10″ E / 41.2873°N,1.90267°E 555.4 msnm                                           |           |                          | Modifica les dades a Wikidata |
|        | la Creueta dels Aragalls | Sitges Begues                                             | muntanya     |         | 41° 16′ 58″ N, 1° 53′ 26″ E / 41.28285°N,1.890662°E massís de Garraf 466 msnm                          |           | La Creueta dels Aragalls | Modifica les dades a Wikidata |
|        | la Desfeta               | Begues Gavà                                               | muntanya     |         | 41° 19′ 03″ N, 1° 56′ 44″ E / 41.31744444444445°N,1.9455°E 524.7 msnm                                  |           |                          | Modifica les dades a Wikidata |
|        | la Guardiola             | Begues                                                    | muntanya     |         | 41° 19′ 20″ N, 1° 56′ 08″ E / 41.3223°N,1.93567°E 472.6 msnm                                           |           |                          | Modifica les dades a Wikidata |
|        | la Morella               | Begues                                                    | muntanya     |         | 41° 17′ 48″ N, 1° 54′ 56″ E / 41.2965325027°N,1.91548593125°E 594 msnm                                 |           | La Morella               | Modifica les dades a Wikidata |
|        | la Pleta Xica            | Begues                                                    | muntanya     |         | 41° 18′ 03″ N, 1° 54′ 17″ E / 41.30072222°N,1.90475°E 515.4 msnm                                       |           |                          | Modifica les dades a Wikidata |
|        | les Penyes Roges         | Begues                                                    | muntanya     |         | 41° 18′ 13″ N, 1° 52′ 10″ E / 41.30372222°N,1.86933333°E 440.9 msnm                                    |           |                          | Modifica les dades a Wikidata |
|        | les Solius               | Begues                                                    | muntanya     |         | 41° 18′ 30″ N, 1° 53′ 12″ E / 41.308457°N,1.886802°E 533 msnm                                          |           | Les Solius               | Modifica les dades a Wikidata |
|        | puig de l'Alzina Freda   | Begues                                                    | muntanya     |         | 41° 17′ 32″ N, 1° 54′ 36″ E / 41.29220930583586°N,1.909952759742737°E                                  |           | Puig de l'Alzina Freda   | Modifica les dades a Wikidata |
|        | serra de les Conques     | Olivella Olesa de Bonesvalls Begues Avinyonet del Penedès | muntanya     |         | 41° 18′ 46″ N, 1° 50′ 53″ E / 41.312777777778°N,1.8480555555556°E                                      |           |                          | Modifica les dades a Wikidata |

## nucli de població
| imatge | Nom             | Ubicat a | instància de                                           | Detalls  | coordenades                                                                  | Protecció | Commons (més fotos) | Dades a WD                    |
| ------ | --------------- | -------- | ------------------------------------------------------ | -------- | ---------------------------------------------------------------------------- | --------- | ------------------- | ----------------------------- |
|        | Bartró          | Begues   | nucli de població nucli d'entitat singular de població | 11 hab   | 41° 19′ 37″ N, 1° 55′ 37″ E / 41.326871605682°N,1.9270231038996°E 384 msnm   |           |                     | Modifica les dades a Wikidata |
|        | Bon Solei       | Begues   | nucli de població nucli d'entitat singular de població | 129 hab  | 41° 19′ 56″ N, 1° 55′ 47″ E / 41.3322625722478°N,1.92961630223054°E 394 msnm |           |                     | Modifica les dades a Wikidata |
|        | Bon Solei II    | Begues   | nucli de població nucli d'entitat singular de població | 106 hab  | 41° 20′ 15″ N, 1° 55′ 35″ E / 41.33736811°N,1.92647229°E 385 msnm            |           |                     | Modifica les dades a Wikidata |
|        | Ca n'Amell      | Begues   | nucli de població nucli d'entitat singular de població | 88 hab   | 41° 19′ 50″ N, 1° 55′ 59″ E / 41.330529572804°N,1.9329380307146°E 386 msnm   |           |                     | Modifica les dades a Wikidata |
|        | Cal Viudo       | Begues   | nucli de població nucli d'entitat singular de població | 120 hab  | 41° 19′ 39″ N, 1° 56′ 08″ E / 41.327372°N,1.935546°E 390 msnm                |           |                     | Modifica les dades a Wikidata |
|        | Can Sadurní     | Begues   | nucli de població nucli d'entitat singular de població | 97 hab   | 41° 20′ 36″ N, 1° 54′ 42″ E / 41.34346312°N,1.91175459°E 387 msnm            |           |                     | Modifica les dades a Wikidata |
|        | Santa Eulàlia   | Begues   | nucli de població nucli d'entitat singular de població | 595 hab  | 41° 20′ 12″ N, 1° 55′ 11″ E / 41.336711178341°N,1.919691003442°E 395 msnm    |           |                     | Modifica les dades a Wikidata |
|        | la Barceloneta  | Begues   | nucli de població nucli d'entitat singular de població | 1216 hab | 41° 20′ 06″ N, 1° 54′ 29″ E / 41.334875°N,1.908056°E 385 msnm                |           |                     | Modifica les dades a Wikidata |
|        | la Bassa Blanca | Begues   | nucli de població nucli d'entitat singular de població | 75 hab   | 41° 19′ 55″ N, 1° 56′ 25″ E / 41.3319009013664°N,1.94017431213054°E 406 msnm |           |                     | Modifica les dades a Wikidata |
|        | la Clota        | Begues   | nucli de població                                      |          | 41° 18′ 55″ N, 1° 56′ 21″ E / 41.315274444489°N,1.9391604444482°E 412 msnm   |           |                     | Modifica les dades a Wikidata |
|        | la Costeta      | Begues   | nucli de població nucli d'entitat singular de població | 233 hab  | 41° 19′ 56″ N, 1° 54′ 24″ E / 41.332084048389°N,1.9066222651667°E 382 msnm   |           |                     | Modifica les dades a Wikidata |
|        | la Rectoria     | Begues   | nucli de població nucli d'entitat singular de població | 178 hab  | 41° 19′ 50″ N, 1° 56′ 50″ E / 41.330661618709°N,1.9472757925261°E 405 msnm   |           |                     | Modifica les dades a Wikidata |

## obra escultòrica
| imatge | Nom                                                | Ubicat a | instància de     | Detalls | coordenades                                                                                           | Protecció | Commons (més fotos) | Dades a WD                    |
| ------ | -------------------------------------------------- | -------- | ---------------- | ------- | --- | --------- | ------------------- | ----------------------------- |
|        | Escultura III del pati de la Fundació Teodor Bosch | Begues   | obra escultòrica | 2004    | 41° 19′ 51″ N, 1° 55′ 11″ E / 41.33092°N,1.91977°E ca:Camí Ral, 13 (pati de la Fundació Teodor Bosch) |           |                     | Modifica les dades a Wikidata |
|        | Escultura de la Plaça Camilo Riu                   | Begues   | obra escultòrica | 1949    | 41° 19′ 52″ N, 1° 55′ 19″ E / 41.33115°N,1.92205°E ca:Plaça Camilo Riu                                |           |                     | Modifica les dades a Wikidata |

## pedrera
| imatge | Nom                      | Ubicat a | instància de | Detalls | coordenades                                                         | Protecció | Commons (més fotos) | Dades a WD                    |
| ------ | ------------------------ | -------- | ------------ | ------- | ------------------------------------------------------------------- | --------- | ------------------- | ----------------------------- |
|        | Antiga Pedrera Montau II | Begues   | pedrera      |         | 41° 20′ 18″ N, 1° 53′ 04″ E / 41.3382032023901°N,1.88458173769183°E |           |                     | Modifica les dades a Wikidata |
|        | Pedrera de les Cubetes   | Begues   | pedrera      |         | 41° 20′ 37″ N, 1° 53′ 16″ E / 41.3435577846086°N,1.88780116773526°E |           |                     | Modifica les dades a Wikidata |

## pont
| imatge | Nom                           | Ubicat a | instància de | Detalls                                                                                   | coordenades                                                                                              | Protecció | Commons (més fotos) | Dades a WD                    |
| ------ | ----------------------------- | -------- | ------------ | ----------------------------------------------------------------------------------------- | --- | --------- | ------------------- | ----------------------------- |
|        | Pont de la Riera de Begues I  | Begues   | pont         | 20th century Travessa: riera de Begues Estat: bon estat Llarg: 28m Llum: 7m Ample: 6.3m   | 41° 20′ 05″ N, 1° 52′ 48″ E / 41.3347°N,1.8801°E ca:carretera BV-2411, punt quilomètric 14.200 325 msnm  |           |                     | Modifica les dades a Wikidata |
|        | Pont de la Riera de Begues II | Begues   | pont         | 20th century Travessa: riera de Begues Estat: bon estat Llarg: 26m Llum: 6.8m Ample: 6.5m | 41° 20′ 03″ N, 1° 52′ 19″ E / 41.33403°N,1.87185°E ca:carretera BV-2411, punt quilomètric 15.02 314 msnm |           |                     | Modifica les dades a Wikidata |
|        | Pont del carrer Ferran Muñoz  | Begues   | pont         | 20th century Estat: bon estat Llum: 3.55m                                                 | 41° 19′ 53″ N, 1° 55′ 24″ E / 41.331508°N,1.923435°E ca:Carrer Ferran Muñoz 368 msnm                     |           |                     | Modifica les dades a Wikidata |

## serra
| imatge | Nom                  | Ubicat a                            | instància de | Detalls | coordenades                                                         | Protecció | Commons (més fotos) | Dades a WD                    |
| ------ | -------------------- | ----------------------------------- | ------------ | ------- | ------------------------------------------------------------------- | --------- | ------------------- | ----------------------------- |
|        | Les Tallarises       | Begues                              | serra        |         | 41° 20′ 03″ N, 1° 53′ 54″ E / 41.3342°N,1.89828°E 716.7 msnm        |           |                     | Modifica les dades a Wikidata |
|        | Penya Ferris         | Begues                              | serra        |         | 41° 18′ 59″ N, 1° 53′ 54″ E / 41.3164°N,1.89844°E 491.7 msnm        |           |                     | Modifica les dades a Wikidata |
|        | Serralet Blanc       | Begues                              | serra        |         | 41° 19′ 34″ N, 1° 54′ 02″ E / 41.32622222°N,1.90041667°E 528.8 msnm |           |                     | Modifica les dades a Wikidata |
|        | serra de la Guàrdia  | Begues                              | serra        |         | 41° 18′ 37″ N, 1° 54′ 48″ E / 41.3103°N,1.91336°E 540.3 msnm        |           |                     | Modifica les dades a Wikidata |
|        | serra de les Conques | Begues Olesa de Bonesvalls Olivella | serra        |         | 41° 18′ 32″ N, 1° 50′ 52″ E / 41.3088°N,1.84769°E 462.8 msnm        |           |                     | Modifica les dades a Wikidata |

## vèrtex geodèsic
| imatge | Nom     | Ubicat a | instància de    | Detalls   | coordenades                                                       | Protecció | Commons (més fotos) | Dades a WD                    |
| ------ | ------- | -------- | --------------- | --------- | ----------------------------------------------------------------- | --------- | ------------------- | ----------------------------- |
|        | Montau  | Begues   | vèrtex geodèsic | Alt: 1.2m | 41° 20′ 45″ N, 1° 53′ 06″ E / 41.345866°N,1.885014°E 657.882 msnm |           |                     | Modifica les dades a Wikidata |
|        | Morella | Begues   | vèrtex geodèsic | Alt: 1m   | 41° 17′ 47″ N, 1° 54′ 56″ E / 41.296515°N,1.915492°E 596.444 msnm |           |                     | Modifica les dades a Wikidata |

## Misc
| imatge | Nom                                 | Ubicat a | instància de                                               | Detalls                                                                                               | coordenades | Protecció                                  | Commons (més fotos)      | Dades a WD                    |
| ------ | ----------------------------------- | --- | ---------------------------------------------------------- | --- | --- | ------------------------------------------ | ------------------------ | ----------------------------- |
|        | Abocador del Garraf                 | Begues Gavà | abocador                                                   | | 41° 17′ 43″ N, 1° 56′ 43″ E / 41.29529°N,1.94521°E |                                            | Abocador del Garraf      | Modifica les dades a Wikidata |
|        | Campgràs                            | Begues | camp dolina                                                | | 41° 17′ 20″ N, 1° 54′ 47″ E / 41.288777°N,1.913147°E |                                            | Campgràs                 | Modifica les dades a Wikidata |
|        | Can Torres                          | Begues | casa consistorial casa                                     | Arquitecte: Jacint Torres i Reyató Estil: arquitectura modernista arquitectura eclèctica 19th century | 41° 19′ 49″ N, 1° 55′ 29″ E / 41.330264°N,1.924612°E ca:Av. Torres Vilaró, 4 370 msnm                                                                        | bé integrant del patrimoni cultural català | Casa de la Vila (Begues) | Modifica les dades a Wikidata |
|        | Casa Cervelló                       | Begues | edifici residencial                                        | Estil: arquitectura moderna                                                                           | 41° 19′ 51″ N, 1° 55′ 14″ E / 41.330963134765625°N,1.9205659627914429°E ca:Camí Ral, 9                                                                       |                                            |                          | Modifica les dades a Wikidata |
|        | Club Futbol Begues                  | Begues | club de futbol                                             | | 41° 20′ 12″ N, 1° 55′ 10″ E / 41.336592°N,1.919453°E |                                            |                          | Modifica les dades a Wikidata |
|        | Estació sísmica de Garraf           | Begues | estació sísmica                                            | | 41° 17′ 34″ N, 1° 54′ 51″ E / 41.29264057606825°N,1.9140672683715825°E puig de l'Alzina Freda                                                                |                                            |                          | Modifica les dades a Wikidata |
|        | Observatori de Begues               | Begues | observatori astronòmic                                     | | 41° 19′ 55″ N, 1° 55′ 14″ E / 41.331847222222°N,1.9206°E |                                            |                          | Modifica les dades a Wikidata |
|        | Parc de Garraf                      | Avinyonet del Penedès Begues Castelldefels Gavà Olesa de Bonesvalls Olivella Sant Pere de Ribes Sitges Vilanova i la Geltrú | parc natural àrea protegida Pla d'Espais d'Interès Natural | 1988 1992 Superfície: 12377 14820.37671ha                                                             | 41° 17′ 29″ N, 1° 52′ 30″ E / 41.2914°N,1.87502°E |                                            | Parc del Garraf          | Modifica les dades a Wikidata |
|        | Pla de Rovirós                      | Begues | bosc plana                                                 | | 41° 19′ 33″ N, 1° 52′ 04″ E / 41.3259°N,1.86771°E 400 msnm                                                                                                   |                                            |                          | Modifica les dades a Wikidata |
|        | Plaça Camilo Riu                    | Begues | conjunt urbà plaça                                         | 1949                                                                                                  | 41° 19′ 52″ N, 1° 55′ 18″ E / 41.331207275390625°N,1.9217820167541504°E 41° 19′ 52″ N, 1° 55′ 19″ E / 41.33122°N,1.92184°E ca:Plaça Camil Riu                |                                            |                          | Modifica les dades a Wikidata |
|        | Polígon industrial Petita Indústria | Begues | polígon industrial                                         | | 41° 19′ 45″ N, 1° 55′ 27″ E / 41.3292470757508°N,1.92403731693334°E                                                                                          |                                            |                          | Modifica les dades a Wikidata |
|        | Pou de gel les Tallarises           | Begues | pou de neu                                                 | Estil: arquitectura popular                                                                           | 41° 20′ 07″ N, 1° 53′ 55″ E / 41.335376°N,1.898524°E ca:Al paratge de les Tallarises                                                                         | bé integrant del patrimoni cultural català |                          | Modifica les dades a Wikidata |
|        | Raval d'en Martí                    | Begues | nucli d'entitat singular de població nucli de població     | 142 hab                                                                                               | 41° 20′ 08″ N, 1° 55′ 27″ E / 41.33558108°N,1.92415926°E 385 msnm                                                                                            |                                            |                          | Modifica les dades a Wikidata |
|        | Rellotge de Sol de Les Planes       | Begues | rellotge de sol                                            | 20th century                                                                                          | 41° 19′ 23″ N, 1° 56′ 51″ E / 41.32315°N,1.94753°E ca:Mas de les Planes                                                                                      |                                            |                          | Modifica les dades a Wikidata |
|        | avenc dels Casals                   | Begues | abric rocós                                                | | 41° 19′ 40″ N, 1° 51′ 42″ E / 41.3278262570387°N,1.86155283743191°E                                                                                          |                                            |                          | Modifica les dades a Wikidata |
|        | cova de Can Sadurní                 | Begues | jaciment arqueològic cova                                  | | 41° 20′ 44″ N, 1° 54′ 44″ E / 41.34546°N,1.91226°E ca:Al nord-oest del nucli urbà de Begues, en una zona boscosa al vessant sud-est del Pla de Sots 390 msnm | bé cultural d'interès local                |                          | Modifica les dades a Wikidata |
|        | creu de la Morella                  | Begues | creu monumental                                            | | 41° 17′ 50″ N, 1° 54′ 49″ E / 41.2971365836834°N,1.91363656172382°E                                                                                          |                                            |                          | Modifica les dades a Wikidata |
|        | font de la Plaça Camilo Riu         | Begues | font                                                       | 1949                                                                                                  | 41° 19′ 53″ N, 1° 55′ 18″ E / 41.33135°N,1.92176°E ca:Plaça Camilo Riu                                                                                       |                                            |                          | Modifica les dades a Wikidata |
|        | la Rambla                           | Begues | conjunt d'edificis carrer                                  | 20th century                                                                                          | 41° 19′ 55″ N, 1° 55′ 18″ E / 41.33194°N,1.92158°E ca:La Rambla, números del 2 al 10, 12, 14 i 17                                                            |                                            |                          | Modifica les dades a Wikidata |
|        | radar de Begues                     | Begues | radar                                                      | | 41° 17′ 32″ N, 1° 54′ 36″ E / 41.292197214106025°N,1.9100493192672732°E                                                                                      |                                            |                          | Modifica les dades a Wikidata |